# كارثة كانو الجوية
كارثة كانو الجوية كانت رحلة مستأجرة في طائرة من طراز بوينغ 707-3D3C لشركة عالية تحطمت عندما حاولت الهبوط في مطار ملام امينو الدولي في كانو، نيجيريا يوم الاثنين 22 يناير 1973. توفي 176 راكباً في الحادثة التي تعتبر الأسوأ في تاريخ نيجيريا.

## الرحلة
البوينغ 707 التابعة لشركة عالية أستخدمت من قبل الخطوط الجوية النيجيرية لإعادة الحجاج من جدة، السعودية إلى لاغوس، نيجيريا بعد انتهاء موسم الحج. سوء الأحوال الجوية في مدينة لاغوس اجبرت طاقم الطائرة إلى تحويل مسار الرحلة إلى مدينة كانو مع انها ايضاً كانت تشهد أجواء مضطربة و رياح شديدة في الوقت نفسه.
بعد ملامسة الطائرة سطح الأرض تحطمت الذراع الرئيسية في عدة الهبوط ومالت الطائرة 180 درجة وانحرفت عن مدرج الهبوط ثم اشتعلت بها النيران.

## الضحايا
كان على متن الطائرة 202 شخصاً من الركاب والطاقم، توفي منهم 176 ونجا 26 شخصاً فقط.
في ذلك الوقت كانت الحادثة أسوأ كارثة جوية على الإطلاق إلى أن تحطمت الرحلة 981 للخطوط الجوية التركية في فرنسا بعد الحادثة باربعة عشر شهراً مودية بحياة 346 شخص كانوا على متن الطائرة.